# Souterrain von Claigan
Das teilweise gestörte Souterrain von Claigan liegt in den schlecht erhaltenen Überresten des Dun Breac, östlich von Claigan bei Uig auf der schottischen Insel Skye. Bei Souterrains wird grundsätzlich zwischen „rock-cut“, „earth-cut“, „stone built“ und „mixed“ Souterrains unterschieden.

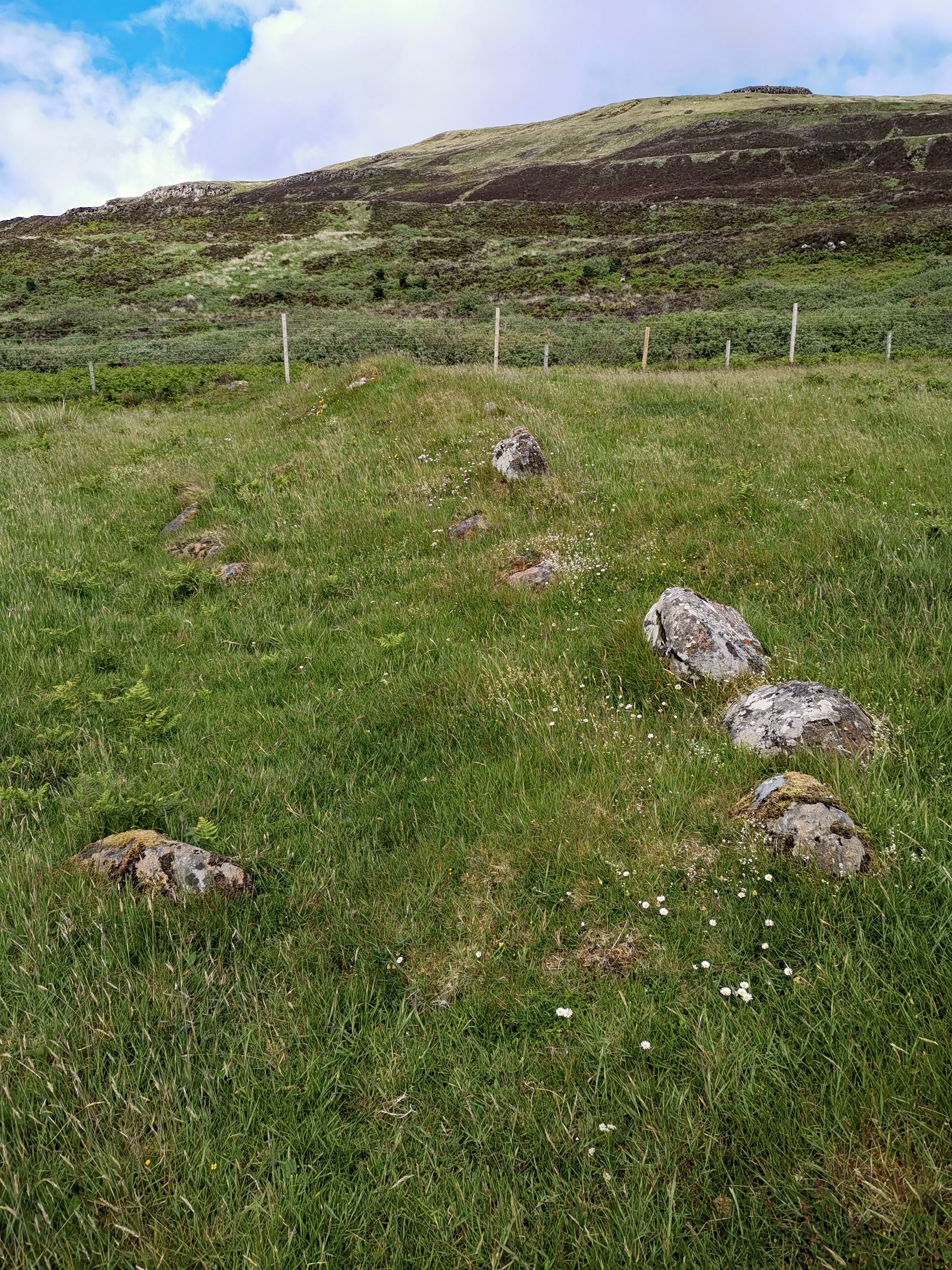
Claigan Souterrain

Das Souterrain besteht aus einer 0,3 m unter der Oberfläche verlaufenden etwa 12 m langen, schmalen nach Nordosten verlaufenden Galerie. Der weitere Gang ist blockiert. Jenseits des blockierten Endes liegt ein runder Hohlraum mit Steinblöcken, die über der Erde sichtbar sind. Dies könnte die Endkammer sein, aber es gibt Reste alter Häuser in der Nachbarschaft und die könnten ebenfalls damit verbunden sein. Der Eingang ist baufällig und klein und ist etwa 0,7 m breit. Die Decke besteht aus Steinplatten und die Wände sind aus grobem Trockenmauerwerk (strone built).